# دانیل السبرگ
دانیل السبرگ (انگلیسی: Daniel Ellsberg؛ ۷ آوریل ۱۹۳۱ – ۱۶ ژوئن ۲۰۲۳) تحلیل‌گر سابق آمریکایی بود که برای ابرشرکت راند (RAND Corporation) کار می‌کرد. او در سال ۱۹۷۱ با انتشار اوراق پنتاگون در نیویورک تایمز و روزنامه‌های دیگر، یک مجادله سیاسی در سطح ملی را شتاب بخشید. این اسناد مربوط به تحقیق فوق سری پنتاگون دربارهٔ تصمیم‌گیری دولت ایالات متحده در جنگ ویتنام بودند.
وی تحت قانون فدرال ۱۹۱۷ جاسوسی و همچنین به اتهامات دزدی و توطئه به حداکثر ۱۱۵ سال زندان محکوم شد. در ۱۱ ماه مه سال ۱۹۷۳ به دلیل سوء رفتار دولتی و شواهد غیرقانونی جمع‌آوری شده، و دفاعیه لئونارد بودین و استاد حقوق دانشگاه هاروارد پروفسور کارلس نسون، قاضی برن تمام اتهامات علیه وی را مردود کرد و او تبرئه شد.
السبرگ در سال ۲۰۰۶ برنده جایزه احیای حق (معروف به جایزه نوبل آلترناتیو) شد. وی همچنین به خاطر شکل دادن یک مثال مهم از نظریه تصمیم یا تئوری انتخاب به نام تناقض السبرگ شهرت دارد. او در ۲۰۲۳، در ۹۲ سالگی درگذشت.